# Tricheilostoma greenwelli
Espèce
Synonymes
- Leptotyphlops greenwelli Wallach & Boundy, 2005
- Guinea greenwelli (Wallach & Boundy, 2005)

Statut de conservation UICN

 DD  : Données insuffisantes
Tricheilostoma greenwelli est une espèce de serpents de la famille des Leptotyphlopidae.

## Répartition
Cette espèce est endémique du Nigeria.

## Étymologie
Cette espèce est nommée en l'honneur du cryptozoologue Richard Greenwell.

## Publication originale
- Wallach & Boundy, 2005 : Leptotyphlops greenwelli: a new wormsnake of the L-bicolor species group from Nigeria (Serpentes: Leptotyphlopidae). Annals of Carnegie Museum, vol. 74, n. 1, p. 39-44.